# Daniela de Jong
Daniela de Jong, född 1 september 1998 i Kungsängen-Västra Ryds församling, är en svensk handbollsspelare som spelar för det rumänska laget SCM Râmnicu Vâlcea. Hon är högerhänt och spelar som mittnia/vänsternia.

## Klubbkarriär
De Jongs moderklubb är Kungsängens SK. Med Skuru IK blev hon svensk mästare 2021, och svensk cupmästare 2022.
Hon spelar för rumänska SCM Râmnicu Vâlcea sedan säsongen 2022/23.

## Landslagskarriär
De Jong gjorde A-landslagsdebut 7 oktober 2021, i EM-kvalmatch mot Island. Första två A-landslagsmålen gjorde hon 10 oktober 2021 mot Turkiet. Hon mästerskapsdebuterade i VM 2021. Hon deltog i VM 2023, men fick en fraktur i handen och tvingades avbryta mästerskapet.